# Eversleigh Freeman (atleta)
Eversleigh Campbell Freeman (Half Way Tree, 2 gennaio 1893 – Brighton, 30 giugno 1973) è stato un marciatore canadese.
Ha partecipato ai Giochi di Anversa 1920 e di Parigi 1924, gareggiando in vari eventi della marcia.